# NGC 5999
NGC 5999 (другие обозначения — OCL 946, ESO 178-SC1) — рассеянное скопление в созвездии Наугольник.
Этот объект входит в число перечисленных в оригинальной редакции «Нового общего каталога».